# Malinconia (Hayez)
Malinconia è un dipinto a olio su tela (138,6x104cm) del pittore italiano Francesco Hayez, realizzato tra il 1840 e il 1841 e conservato alla pinacoteca di Brera.
È lo stesso Hayez a descriverci la sua opera nelle sue Memorie:
(Francesco Hayez)
L'opera, in altre parole, raffigura una fanciulla dagli occhi scuri, abbigliata con un abito di lucente seta grigio-celeste stretto in vita e modulato in un'infinità di pieghe. I suoi capelli dalla consistenza serica le ricadono sulle spalle, il volto è appena inclinato a destra e il busto presenta una leggera torsione; il collo, inoltre, è attraversato da un cordoncino ove è appeso un crocifisso, rimasto impigliato tra le pieghe della veste.
L'aspetto trasandato e discinto della fanciulla sottolinea il suo travaglio interiore, divorata da uno stato d'animo in bilico tra la depressione e la tristezza sognante. Il tracollo del suo equilibrio emotivo è messo in risalto dal vaso di fiori che Hayez ha collocato sul risalto murario in primo piano: in questo brano di natura morta troviamo alcuni fiori parzialmente appassiti, e dei petali caduti, innegabili simboli di un autunno dei sentimenti.
L'entusiastica accoglienza suscitata dalla Malinconia sollecitò Hayez a realizzare una seconda versione del dipinto, portata a compimento nel 1842 e denominata Pensiero malinconico. Le differenze sono poche, ma sostanziali: lo struggente senso dell'abbandono è infatti esaltato dalla differente disposizione delle vesti (che lasciano maggiormente scoperto il seno) e delle mani, non più intrecciate ma abbandonate alla forza di gravità, e dalla più intensa carica emotiva del volto. L'indagine hayeziana sui fiori giungerà invece a maturazione nell'isolata bellezza del Vaso di fiori sulla finestra di un harem, eseguito nel 1881, trentanove anni dopo la Malinconia.